# Roccaforte Ligure
Roccaforte Ligure (La Ròuca in piemontese, A Ròuca in ligure) è un comune italiano di 113 abitanti della provincia di Alessandria in Piemonte.

## Geografia fisica
Il territorio comunale è posto sullo spartiacque tra val Sisola (tributaria della val Borbera) e la valle Spinti. Culmina con il Monte Osesa 906 m s.l.m., situato poco a nord-ovest del capoluogo.

## Storia
Territorio dell'abbazia di Vendersi nell'Alto Medioevo, fu soggetto al potere temporale dei Vescovi di Tortona e poi a quello dei Malaspina. Citato come Rocca di Pié passò ai signori di Montalto, e poi sotto il dominio diretto del comune di Tortona dal 1295.
All'inizio del XV secolo divenne feudo della potente famiglia genovese degli Spinola. Nel 1644 la signoria viene elevata a marchesato con la Rocchetta, Vigo e Centrassi, associandola alla contea di Ronco e alle consignorie di Busalla, Montessoro e Borgo de' Fornari.
Avendo incrementato le entrate a seguito della concessione imperiale di istituire i pedaggi sulle merci di passaggio lungo la Via del Sale o Via dei Feudi imperiali (con inizio da Genova, Passo d'Orero, Casella, Croce, Val Vobbia, Mongiardino) che dal porto di Genova sale fino alla Lombardia, Napoleone erige il nuovo centro commerciale di Borgonuovo della Rocchetta sulla riva opposta del Sisola che confluisce nel Borbera, dotandolo di osterie, granai, un macello, una pesa per il bestiame e le merci, stalle, fontane ed abbeveratoi, lavatoi coperti, mulini, una polveriera, varie case per ospitare i mulattieri di passaggio, un mercato giornaliero, una stamperia (1673, ove sono pubblicati gli Statuti dell'Ordine di Malta), un nuovo palazzo feudale (1666-1678), un palazzo pretorio sede degli esattori delle gabelle sulle merci e per ospitare personaggi importanti di passaggio (come il ministroplenipotenziario imperiale arrivato nel 1722 per processare la popolazione in concorso nella diserzione di alcuni soldati dall'esercito imperiale) ed infine una zecca (1669-1721). Il fratello del marchese, religioso, fa erigere la grande chiesa di Sant’ Antonio Abate. Gli succedono Stefano III (1633-1687), Carlo Napoleone (1671-1736) che erige un moderno ospedale a Borgo de’ Fornari, Giovan Battista (1707-1772).
Con Carlo Napoleone II (1741-1805) il feudo decade rapidamente per la pessima amministrazione, provocando il dissesto finanziario, finché il marchese viene interdetto dal governo imperiale per insolvenza nel 1784. Privo di eredi , nel 1784 lascia l’amministrazione dei suoi beni ai cugini Giovan Antonio (1760-55) e Giacomo Filippo Raggi (1777-54) e il marchesato che amministrano fino al 1797. Per alcune quote anche i Doria e dal 1714 i Gentile sono comproprietari di Busalla, Montessoro e Borgo dei Fornari. Aboliti i Feudi Imperiali nel 1797, fu oggetto di devastazioni ad opera dell'esercito napoleonico, quali l'incendio dell'archivio marchionale, inteso a eliminare i documenti attestanti l'antica proprietà. Incorporata nella divisione di Genova e nella Provincia di Novi in Liguria, nel Regno di Sardegna, fu con la riforma Rattazzi, unita alla provincia di Alessandria nel 1859. Nel 1863 il comune di Roccaforte assunse la nuova denominazione di "Roccaforte Ligure". Nel 1968 ha ceduto le frazioni di Cà di Lemmi e di Lemmi al comune di Grondona.
Nel 1822 in frazione Chiappella, fu rinvenuto un cippo recante l'iscrizione Maironi - Ciribius - Niposusin; su un lato è scolpito un piatto e sull'altro un'anfora. Secondo un'interpretazione, che gli ha valso il nome di Ara delle matrone, celebrerebbe lo scioglimento di un voto fatto da Caio Tiberio alle Matrone. L'antichissima frazione Avi, sorta come sede feudale dipendente dalla grande corte monastica di Casasco, è raggiungibile solo tramite sentieri piuttosto impervi, è completamente disabitata e presenta i ruderi di antiche case contadine.

### Simboli
(D.P.R. del 31 marzo 1983)

## Monumenti e luoghi d'interesse

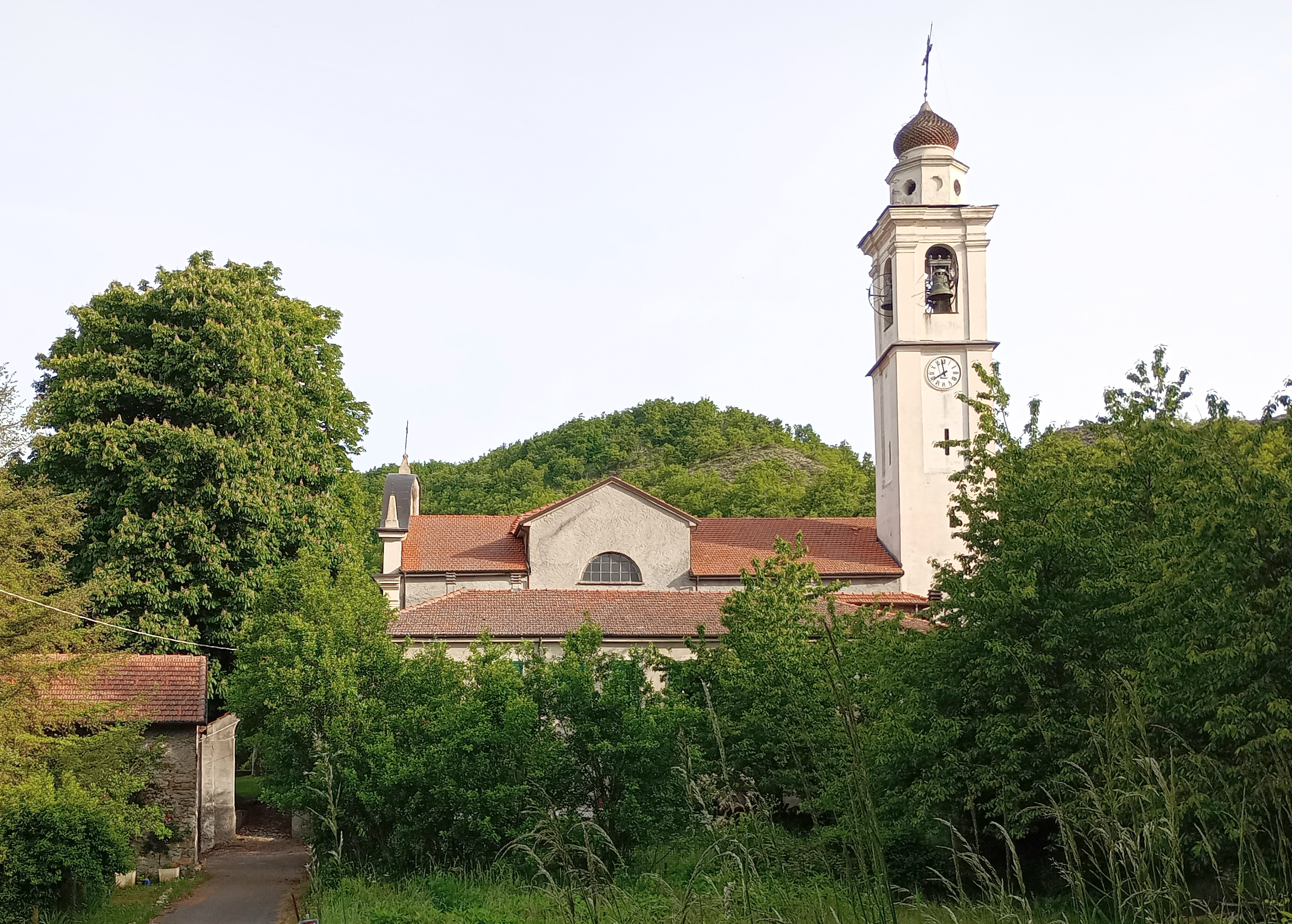
La chiesa di San Giorgio

- La chiesa parrocchiale risale al XVI secolo. Le navate laterali ospitano sei altari adornati di pregevoli stucchi. Degni di nota sono una tela raffigurante la Vergine del Rosario con san Domenico e santa Caterina da Siena, opera di Giovanni Andrea De Ferrari, il coro in legno di noce intagliato, che si trova nell'abside, e l'organo a 600 canne in legno lavorato.

- Castello Malaspina

## Società

### Evoluzione demografica
Abitanti censiti

### Etnie e minoranze etniche
All'ultimo censimento della popolazione i residenti di nazionalità straniera ammontavano a 10 cittadini.

## Amministrazione
Di seguito è presentata una tabella relativa alle amministrazioni che si sono succedute in questo comune.
| Periodo        | Periodo        | Primo cittadino        | Partito                                 | Carica  | Note  |
| -------------- | -------------- | ---------------------- | --------------------------------------- | ------- | ----- |
| 27 giugno 1985 | 2 giugno 1990  | Eugenio Ferrari        | Democrazia Cristiana                    | Sindaco | [ 8 ] |
| 2 giugno 1990  | 24 aprile 1995 | Benito Bellone         | Partito Socialista Democratico Italiano | Sindaco | [ 8 ] |
| 24 aprile 1995 | 14 giugno 1999 | Gian Pietro Bernuzzi   | centro-destra                           | Sindaco | [ 8 ] |
| 14 giugno 1999 | 14 giugno 2004 | Giorgio Serratto       | lista civica                            | Sindaco | [ 8 ] |
| 14 giugno 2004 | 7 giugno 2009  | Giorgio Giuseppe Torre | lista civica                            | Sindaco | [ 8 ] |
| 8 giugno 2009  | 26 maggio 2014 | Giorgio Giuseppe Torre | lista civica Insieme si può cambiare    | Sindaco | [ 8 ] |
| 26 maggio 2014 | 26 maggio 2019 | Giorgio Giuseppe Torre | lista civica Castello con torre         | Sindaco | [ 8 ] |
| 27 maggio 2019 | 9 giugno 2024  | Ilaria Tinello         | lista civica Roccaforte domani          | Sindaco | [ 8 ] |
| 9 giugno 2024  | in carica      | Ilaria Tinello         | lista civica Roccaforte domani          | Sindaco | [ 8 ] |